# Tonalamatl

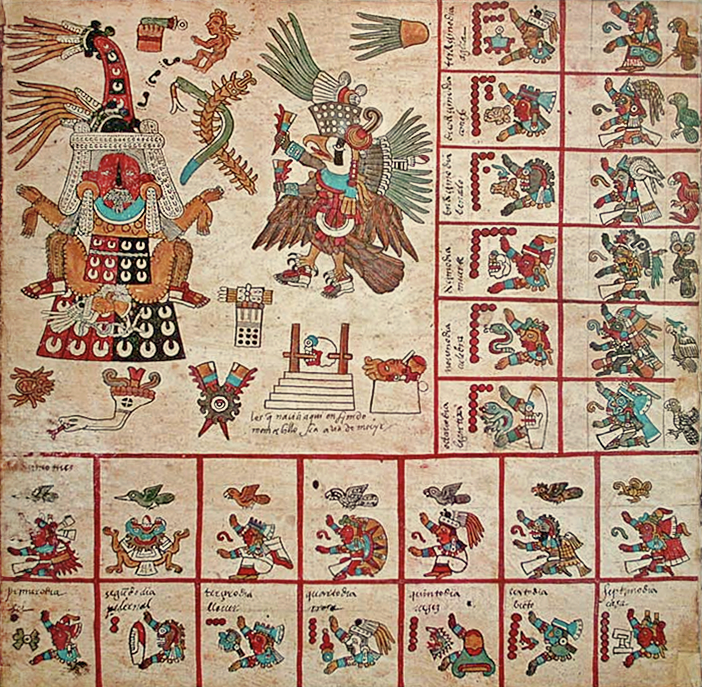
A página 13 original do códice borbónico, mostrando a 13ª trezena do calendário sagrado asteca. Esta 13ª trezena encontrava-se sob os auspícios da deusa Tlazolteotl, mostrada em cima à esquerda usando uma pele esfolada, dando à luz Cinteotl. Os 13 sinais de dias desta trezena, começando em 1 Terramoto, 2 Faca, 3 Cuva, etc., são mostrados na última linha da coluna da esquerda.

O tonalamatl é um almanaque divinatório usado no México Central nas décadas, ou mesmo séculos, que precederam a conquista do México. A palavra é de origem nauatle, e significa "páginas dos dias".
O tonalamatl estava estruturado em redor do ano sagrado de 260 dias, o tonalpohualli. Este ano de 260 dias consistia de 20 trezenas. Cada página de um tonlamatl representava uma trezena, e era adornada com uma pintura da deidade reinante dessa trezena e decorada com os 13 sinais dos dias e 13 outros glifos. Estes sinais dos dias e glifos eram usados para produzir horóscopos e discernir o futuro.
Os melhores exemplares ainda existentes de tonalamatl são os códices borbónico e Bórgia.